# 傅琳森
傅琳森，山東平度人，清朝政治人物。監生出身。
同治八年，接替張上德。署任江蘇荆溪縣知縣。后由潘树辰接任。